# Viola variegata
Viola variegata Fisch. ex Link – gatunek roślin z rodziny fiołkowatych (Violaceae). Występuje endemicznie naturalnie w Rosji (w Kraju Chabarowskim, Kraju Nadmorskim oraz obwodach amurskim i czytyjskim), Mongolii, Chinach (w prowincjach Hebei, Heilongjiang, Henan, Hubei, Jiangsu, Jilin, Liaoning, Shaanxi i Shanxi, a także w regionie autonomicznym Mongolia Wewnętrzna), na Półwyspie Koreańskim oraz w Japonii.

## Morfologia
PokrójBylina dorastająca do 3–12 cm wysokości, bezłodygowa, z kilkoma długimi korzeniami o białawej lub brązowawej barwie. Tworzy zwykle krótkie kłącza o długości 4–15 mm, są smukłe, z gęstymi międzywęźlami.
LiścieLiście odziomkowe zebrane są w rozetę. Blaszka liściowa ma okrągławy kształt. Mierzy 1,2–5 cm długości oraz 1–4,5 cm szerokości, jest tępo ząbkowana na brzegu, ma wyraźnie sercowatą nasadę i zaokrąglony lub tępy wierzchołek. Ogonki liściowe są nierównej długości (mające 1–7 cm długości), wąskoskrzydłe lub bezskrzydłe w górnej części, z krótkimi, sztywnymi włoskami lub nagie. Górna powierzchnia ma fioletowoczerwoną barwę, natomiast od spodu jest ciemnozielona lub zielona, biało punktowo-prążkowana wzdłuż nerwów. Obie powierzchnie często pokryte są krótkimi, sztywnymi włoskami, czasami są słabo owłosione lub lekko szorstkie. Przylistki są zielonkawe lub sine, niemal błoniaste, na 2/3 długości przyrastają do ogonków liściowych, nieprzyrośnięta część ma lancetowaty kształt, gruczołowate i strzępiasto-ząbkowane na brzegu, ze spiczastym wierzchołkiem.
KwiatyPojedyncze, wyrastające z kątów pędów, osadzone na zwykle purpurowoczerwonych szypułkach o nierównej długości (dłuższych lub nieco krótszych od liści), są krótko owłosione lub niemal nagie, z dwoma równowąskimi podkwiatkami. Mają działki kielicha o podługowato lancetowatym lub jajowato lancetowatym kształcie i dorastające do 5–6 mm długości, z trzema żyłkami, brzegi wąsko błoniaste lub orzęsione na brzegu, z pstrym wierzchołkiem. Korona kwiatu mierzy 1,2–2,2 cm średnicy. Płatki są odwrotnie jajowate, mają czerwonopurpurową lub ciemnopurpurową barwę (w dolnej części są zwykle jasne) oraz 7–14 mm długości, boczne płatki są słabo brodate lub nagie, płatek dolny jest biały z fioletowymi prążkami u nasady, mierzy 1,2-2,2 cm długości, posiada obłą mocną lub smukłą ostrogę o długości 3-8 mm, z tępym wierzchołkiem, jest prosta lub lekko zakrzywiona do góry. Główka pręcika osiąga około 2 mm długości, ostroga dwóch przednich pręcików jest smukła i ma do 4 mm długości oraz około 0,3 mm średnicy. Zalążnia jest niemal kulista, zwykle pokryta krótkimi, sztywnymi włosami lub niemal gładka. Słupek ma maczugowaty kształt, lekko kolankowy u podstawa, stopniowo zwężający się ku górze. Znamię jest wyraźnie pogrubione na bokach oraz od spodu, z krótkim dziobem z przodu, z otworem u góry na jego końcu.
OwoceTorebki. Młode owoce są kuliste i zwykle pokryte krótkimi i sztywnymi włoskami, gdy dojrzewają przybierają elipsoidalny kształt, dorastają do około 7 mm długości i są nagie lub słabo krótko owłosione. Nasiona mają brązowawą barwę, są drobne (około 1,5 mm długości), z krótkimi wyrostkami.
Gatunki podobneRoślina jest podobna do gatunku V. ircutiana, który jednak różni się owalnymi liśćmi i kwiatami o mniejszych płatkach.

## Biologia i ekologia
Rośnie na murawy na zboczach gór, w lasach, zaroślach oraz szczelinach skalnych. Preferuje stanowiska w miejscach zacienionych. Najlepiej rośnie na glebach wilgotnych i przepuszczalnych, o kwaśnym i obojętnym odczynie. Występuje na wysokości od 300 do 1700 m n.p.m. Kwitnie od kwietnia do maja, natomiast owoce pojawiają się od czerwca do września. Kwiaty zapylane są przez owady.
Liczba chromosomów 2n = 24.

## Zastosowanie
Roślinę zbiera się w naturze do użytku lokalnego jako pożywienie. Młode liście i pąki kwiatowe bywają spożywane surowe lub gotowane. Dodane do zupy zagęszczają ją podobnie jak okra. Z kolei z liści robi herbatę.